# Aéroport régional du comté d'Alpena
Pour les articles homonymes, voir APN.
L'aéroport régional du comté d'Alpena (Alpena County Regional Airport) (code IATA : APN • code OACI : KAPN • code FAA : APN) est un aéroport régional civil et militaire situé dans le Comté d'Alpena dans l'état du Michigan aux États-Unis.
Il dispose de deux pistes, respectivement de 2 744 m et de 1 533 m.

## Compagnies et destinations
| Compagnies       | Destinations                          |
| ---------------- | ------------------------------------- |
| Delta Connection | Détroit, Pellston (Emmet County) (en) |

## Situation
| \| 50 km1:2 570 000 \| Alpena Antrim Flint Charlevoix Cherry Chippewa Delta Grand · Rapids Kalamazoo/ · Battle Creek MBS Muskegon Oakland Pellston Sawyer Welke Lansing Gogebic · Iron Manistee Détroit |
| 50 km1:2 570 000 |